# EuroCoupe de basket-ball 2019-2020
Navigation
2018-2019 2020-2021
L’EuroCoupe de basket-ball 2019-2020, aussi appelée 7DAYS EuroCup, est la 18e édition de l'Eurocoupe.
En raison de la pandémie de Covid-19, la compétition est suspendue par l'organisation à partir du 12 mars 2020.

## Format de la compétition
En avril 2016, l'Euroleague Basketball met en place un nouveau format de compétition avec 24 équipes réparties en quatre groupes de six équipes.
Les quatre premières équipes de chaque groupe de la phase régulière sont réparties dans quatre groupes de quatre équipes. Les deux premières équipes de chaque groupe sont qualifiées pour les phases finales (quarts de finale, demi-finales et la finale au meilleur des trois matches).
Le vainqueur de cette compétition est automatiquement qualifié pour la saison 2020-2021 de l'Euroligue.

## Les équipes participantes
Galatasaray SK
Darüşşafaka
| Club                           | Qualifié via                        |
| ------------------------------ | ----------------------------------- |
| Unicaja Málaga (6e)            | Liga Endesa (Espagne)               |
| Joventut Badalona (7e)         | Liga Endesa (Espagne)               |
| MoraBanc Andorra (10e)         | Liga Endesa (Espagne)               |
| Budućnost VOLI Podgorica (2e)  | ABA Liga (Adriatique)               |
| KK Cedevita Olimpija (3e)      | ABA Liga (Adriatique)               |
| Partizan NIS Belgrade (4e)     | ABA Liga (Adriatique)               |
| UNICS Kazan (3e)               | VTB United League (Europe de l'Est) |
| Lokomotiv Kuban (5e)           | VTB United League (Europe de l'Est) |
| AS Monaco (2e)                 | Jeep Élite (France)                 |
| Nanterre 92 (4e)               | Jeep Élite (France)                 |
| EWE Baskets Oldenbourg (3e)    | Bundesliga (Allemagne)              |
| Ratiopharm Ulm (6e)            | Bundesliga (Allemagne)              |
| Umana Reyer Venezia (Champion) | Serie A (Italie)                    |
| Dolomiti Energia Trento (6e)   | Serie A (Italie)                    |
| Tofaş Bursa (3e)               | Süper Ligi (Turquie)                |
| Galatasaray SK (4e)            | Süper Ligi (Turquie)                |
| Promithéas Patras (3e)         | ESAKE (Grèce)                       |
| Lietuvos Rytas (3e)            | LKL (Lituanie)                      |
| Arka Gdynia (3e)               | PLK (Pologne)                       |
| Maccabi Rishon LeZion (3e)     | Liga HaAL (Israël)                  |
| Limoges CSP                    | Wild cards                          |
| Segafredo Virtus Bologna       | Wild cards                          |
| Germani Brescia Leonessa       | Wild cards                          |
| Darüşşafaka                    | Wild cards                          |

## Calendrier
| Nom                                                                              | Date aller                                           | Date retour                                                | Date décisif | Équipes participantes |
| -------------------------------------------------------------------------------- | ---------------------------------------------------- | ---------------------------------------------------------- | ------------ | --------------------- |
| Phase régulière                                                                  |                                                      |                                                            |              |                       |
| Journées 1 et 6 Journées 2 et 7 Journées 3 et 8 Journées 4 et 9 Journées 5 et 10 | 2 octobre 9 octobre 16 octobre 23 octobre 30 octobre | 6 novembre 13 novembre 20 novembre 11 décembre 18 décembre | NC           | 24                    |
| Top 16                                                                           |                                                      |                                                            |              |                       |
| Journées 1 et 4 Journées 2 et 5 Journées 3 et 6                                  | 8 janvier 15 janvier 22 janvier                      | 29 janvier 5 février 4 mars                                | NC           | 16                    |
| Phase finale                                                                     |                                                      |                                                            |              |                       |
| Quarts de finale                                                                 | 17 mars                                              | 20 mars                                                    | 25 mars      | 8                     |
| Demi-finales                                                                     | 31 mars                                              | 3 avril                                                    | 8 avril      | 4                     |
| Finale                                                                           | 21 avril                                             | 24 avril                                                   | 27 avril     | 2                     |

## Compétition

### Phase régulière
La phase régulière se déroule du 2 octobre 2019 au 18 décembre 2019. Les vingt-quatre équipes participantes sont réparties en quatre groupes de six. Chaque club rencontre les cinq autres de sa poule deux fois, à domicile et à l'extérieur. Au terme de la phase régulière, les quatre premiers de chaque poule sont qualifiés pour le Top 16.
Légende :

Avant la fin du tour :
- en gras : Mathématiquement qualifié
- en italique : Mathématiquement éliminé

#### Groupe A
| Rang | Équipe                   | %  | J  | G | P | Pp  | Pc  | Diff |  | Résultats (dom.\ext.)    |       |       |       |       |        |       |
| ---- | ------------------------ | -- | -- | - | - | --- | --- | ---- |  | ------------------------ | ----- | ----- | ----- | ----- | ------ | ----- |
| 1    | Segafredo Virtus Bologna | 80 | 10 | 8 | 2 | 846 | 791 | 55   |  | Segafredo Virtus Bologna |       | 87-72 | 77-75 | 88-75 | 96-77  | 92-91 |
| 2    | MoraBanc Andorra         | 70 | 10 | 7 | 3 | 853 | 766 | 87   |  | MoraBanc Andorra         | 93-79 |       | 95-68 | 81-91 | 84-61  | 97-78 |
| 3    | AS Monaco (2-0)          | 60 | 10 | 6 | 4 | 763 | 732 | 31   |  | AS Monaco                | 72-81 | 82-66 |       | 80-59 | 77-75  | 82-65 |
| 4    | Promithéas Patras (0-2)  | 60 | 10 | 6 | 4 | 771 | 751 | 20   |  | Promithéas Patras        | 78-69 | 66-80 | 74-77 |       | 88-77  | 82-77 |
| 5    | Maccabi Rishon LeZion    | 20 | 10 | 2 | 8 | 740 | 862 | -122 |  | Maccabi Rishon LeZion    | 79-85 | 67-86 | 77-72 | 55-88 |        | 96-92 |
| 6    | Ratiopharm Ulm           | 10 | 10 | 1 | 9 | 793 | 864 | -71  |  | Ratiopharm Ulm           | 79-92 | 87-99 | 63-78 | 67-70 | 103-89 |       |

#### Groupe B
| Rang | Équipe                | %  | J  | G | P | Pp  | Pc  | Diff |  | Résultats (dom.\ext.) |       |       |       |       |       |       |
| ---- | --------------------- | -- | -- | - | - | --- | --- | ---- |  | --------------------- | ----- | ----- | ----- | ----- | ----- | ----- |
| 1    | Umana Reyer Venezia   | 80 | 10 | 8 | 2 | 759 | 713 | 46   |  | Umana Reyer Venezia   |       | 63-66 | 76-65 | 76-74 | 66-61 | 93-85 |
| 2    | Partizan NIS Belgrade | 70 | 10 | 7 | 3 | 767 | 722 | 45   |  | Partizan NIS Belgrade | 69-83 |       | 93-80 | 86-81 | 80-71 | 77-58 |
| 3    | Tofaş Bursa           | 50 | 10 | 5 | 5 | 804 | 822 | -18  |  | Tofaş Bursa           | 73-80 | 82-71 |       | 91-81 | 92-90 | 84-71 |
| 4    | Lietuvos Rytas (2-0)  | 40 | 10 | 4 | 6 | 800 | 811 | -11  |  | Lietuvos Rytas        | 72-81 | 61-66 | 99-83 |       | 92-86 | 92-78 |
| 5    | Lokomotiv Kuban (0-2) | 40 | 10 | 4 | 6 | 797 | 780 | 17   |  | Lokomotiv Kuban       | 77-63 | 83-76 | 69-72 | 82-87 |       | 86-75 |
| 6    | Limoges CSP           | 20 | 10 | 2 | 8 | 748 | 827 | -79  |  | Limoges CSP           | 71-78 | 60-82 | 91-82 | 82-61 | 77-92 |       |

#### Groupe C
| Rang | Équipe                             | %  | J  | G | P | Pp  | Pc  | Diff |  | Résultats (dom.\ext.)    |       |       |       |        |       |        |
| ---- | ---------------------------------- | -- | -- | - | - | --- | --- | ---- |  | ------------------------ | ----- | ----- | ----- | ------ | ----- | ------ |
| 1    | UNICS Kazan (1-1, +5)              | 60 | 10 | 6 | 4 | 783 | 775 | 8    |  | UNICS Kazan              |       | 77-63 | 71-68 | 86-74  | 72-79 | 80-67  |
| 2    | Germani Brescia Leonessa (1-1, -5) | 60 | 10 | 6 | 4 | 705 | 725 | -20  |  | Germani Brescia Leonessa | 84-75 |       | 35-61 | 87-83  | 85-78 | 78-71  |
| 3    | Darüşşafaka (1-1, +3)              | 50 | 10 | 5 | 5 | 746 | 708 | 38   |  | Darüşşafaka              | 77-79 | 61-70 |       | 92-86  | 72-65 | 72-76  |
| 4    | Joventut Badalona (1-1, -3)        | 50 | 10 | 5 | 5 | 838 | 834 | 4    |  | Joventut Badalona        | 90-73 | 81-68 | 85-82 |        | 79-77 | 101-81 |
| 5    | Nanterre 92 (2-0)                  | 40 | 10 | 4 | 6 | 792 | 809 | -17  |  | Nanterre 92              | 92-94 | 65-73 | 68-82 | 85-78  |       | 90-87  |
| 6    | KK Cedevita Olimpija (0-2)         | 40 | 10 | 4 | 6 | 799 | 812 | -13  |  | KK Cedevita Olimpija     | 81-76 | 73-62 | 73-79 | 103-81 | 87-93 |        |

#### Groupe D
| Rang | Équipe                              | %  | J  | G | P | Pp  | Pc  | Diff |  | Résultats (dom.\ext.)    |       |       |       |        |        |       |
| ---- | ----------------------------------- | -- | -- | - | - | --- | --- | ---- |  | ------------------------ | ----- | ----- | ----- | ------ | ------ | ----- |
| 1    | Unicaja Málaga                      | 70 | 10 | 7 | 3 | 845 | 774 | 71   |  | Unicaja Málaga           |       | 91-69 | 88-83 | 108-68 | 93-74  | 83-70 |
| 2    | Galatasaray SK (1-1, +6)            | 60 | 10 | 6 | 4 | 813 | 792 | 21   |  | Galatasaray SK           | 91-80 |       | 92-79 | 76-81  | 84-83  | 92-73 |
| 3    | EWE Baskets Oldenbourg (1-1, -6)    | 60 | 10 | 6 | 4 | 840 | 850 | -10  |  | EWE Baskets Oldenbourg   | 91-78 | 79-72 |       | 108-88 | 102-99 | 74-78 |
| 4    | Dolomiti Energia Trento             | 50 | 10 | 5 | 5 | 797 | 817 | -20  |  | Dolomiti Energia Trento  | 88-76 | 64-70 | 91-81 |        | 69-76  | 80-91 |
| 5    | Budućnost VOLI Podgorica (1-1, +14) | 30 | 10 | 3 | 7 | 784 | 775 | 9    |  | Budućnost VOLI Podgorica | 81-82 | 94-78 | 83-85 | 68-77  |        | 59-62 |
| 6    | Arka Gdynia (1-1, -14)              | 30 | 10 | 3 | 7 | 710 | 781 | -71  |  | Arka Gdynia              | 59-66 | 78-83 | 61-73 | 78-85  | 61-78  |       |

### Top 16
Le Top 16 se déroule du 8 janvier 2020 au 4 mars 2020. Les seize équipes encore en lice sont réparties en quatre groupes de quatre. Chaque club rencontre les trois autres de sa poule deux fois, à domicile et à l'extérieur. Au terme de ce tour, les deux premiers de chaque poule sont qualifiés pour les quarts de finale.
Légende :

Avant la fin du tour :
- en gras : Mathématiquement qualifié
- en italique : Mathématiquement éliminé

#### Groupe E
| Rang | Équipe                   | %  | J | G | P | Pp  | Pc  | Diff |  | Résultats (dom.\ext.)    |       | BOL    |       | TRE   |
| ---- | ------------------------ | -- | - | - | - | --- | --- | ---- |  | ------------------------ | ----- | ------ | ----- | ----- |
| 1    | Partizan NIS Belgrade    | 83 | 6 | 5 | 1 | 489 | 418 | 71   |  | Partizan NIS Belgrade    |       | 99-81  | 69-57 | 91-75 |
| 2    | Segafredo Virtus Bologna | 67 | 6 | 4 | 2 | 519 | 488 | 31   |  | Segafredo Virtus Bologna | 82-84 |        | 83-72 | 94-70 |
| 3    | Darüşşafaka              | 50 | 6 | 3 | 3 | 458 | 464 | -6   |  | Darüşşafaka              | 65-63 | 96-106 |       | 73-69 |
| 4    | Dolomiti Energia Trento  | 0  | 6 | 0 | 6 | 413 | 509 | -96  |  | Dolomiti Energia Trento  | 58-83 | 67-73  | 74-95 |       |

#### Groupe F
| Rang | Équipe                   | %  | J | G | P | Pp  | Pc  | Diff |  | Résultats (dom.\ext.)    |       | VEN   | BRE   |       |
| ---- | ------------------------ | -- | - | - | - | --- | --- | ---- |  | ------------------------ | ----- | ----- | ----- | ----- |
| 1    | Promithéas Patras        | 67 | 6 | 4 | 2 | 440 | 383 | 57   |  | Promithéas Patras        |       | 68-70 | 67-56 | 81-70 |
| 2    | Umana Reyer Venezia      | 67 | 6 | 4 | 2 | 452 | 462 | -10  |  | Umana Reyer Venezia      | 52-70 |       | 68-60 | 82-78 |
| 3    | Germani Brescia Leonessa | 33 | 6 | 2 | 4 | 421 | 441 | -20  |  | Germani Brescia Leonessa | 63-57 | 88-93 |       | 70-67 |
| 4    | EWE Baskets Oldenbourg   | 33 | 6 | 2 | 4 | 474 | 501 | -27  |  | EWE Baskets Oldenbourg   | 72-97 | 98-87 | 89-84 |       |

#### Groupe G
| Rang | Équipe         | %  | J | G | P | Pp  | Pc  | Diff |  | Résultats (dom.\ext.) |       |       |       |       |
| ---- | -------------- | -- | - | - | - | --- | --- | ---- |  | --------------------- | ----- | ----- | ----- | ----- |
| 1    | AS Monaco      | 67 | 6 | 4 | 2 | 494 | 443 | 51   |  | AS Monaco             |       | 85-60 | 86-61 | 73-85 |
| 2    | UNICS Kazan    | 50 | 6 | 3 | 3 | 481 | 483 | -2   |  | UNICS Kazan           | 78-84 |       | 82-69 | 94-69 |
| 3    | Lietuvos Rytas | 50 | 6 | 3 | 3 | 468 | 482 | -14  |  | Lietuvos Rytas        | 80-75 | 86-91 |       | 83-75 |
| 4    | Galatasaray SK | 33 | 6 | 2 | 4 | 471 | 506 | -35  |  | Galatasaray SK        | 79-91 | 90-76 | 73-89 |       |

#### Groupe H
| Rang | Équipe            | %  | J | G | P | Pp  | Pc  | Diff |  | Résultats (dom.\ext.) | MAL    |       | BAD   | AND   |
| ---- | ----------------- | -- | - | - | - | --- | --- | ---- |  | --------------------- | ------ | ----- | ----- | ----- |
| 1    | Unicaja Málaga    | 67 | 6 | 4 | 2 | 510 | 500 | 10   |  | Unicaja Málaga        |        | 76-68 | 90-84 | 84-75 |
| 2    | Tofaş Bursa       | 67 | 6 | 4 | 2 | 493 | 479 | 14   |  | Tofaş Bursa           | 84-82  |       | 91-76 | 97-94 |
| 3    | Joventut Badalona | 50 | 6 | 3 | 3 | 528 | 528 | 0    |  | Joventut Badalona     | 101-86 | 88-84 |       | 90-87 |
| 4    | MoraBanc Andorra  | 17 | 6 | 1 | 5 | 497 | 521 | -24  |  | MoraBanc Andorra      | 88-92  | 63-69 | 90-89 |       |

## Phase finale
Les play-offs se disputent du 17 mars au 27 avril 2020. Ils se composent de quarts de finales, demi-finales et finale, tous disputés en une série au meilleur des trois matchs.
| Les 8 qualifiés - récapitulatif avant la phase finale | Les 8 qualifiés - récapitulatif avant la phase finale | Les 8 qualifiés - récapitulatif avant la phase finale | Les 8 qualifiés - récapitulatif avant la phase finale | Les 8 qualifiés - récapitulatif avant la phase finale |
| Groupe                                                | 1er                                                   | 2e                                                    | Place inconnue                                        |                                                       |
| ----------------------------------------------------- | ----------------------------------------------------- | ----------------------------------------------------- | ----------------------------------------------------- | ----------------------------------------------------- |
| E                                                     | Partizan NIS Belgrade                                 |                                                       |                                                       |                                                       |
| F                                                     | Promithéas Patras                                     | Umana Reyer Venezia                                   |                                                       |                                                       |
| G                                                     |                                                       |                                                       | UNICS Kazan AS Monaco                                 |                                                       |
| H                                                     | Unicaja Málaga                                        | Tofaş Bursa                                           |                                                       |                                                       |

### Tableau
|  | Quarts de finale | Quarts de finale         | Quarts de finale | Quarts de finale | Quarts de finale |  |  | Demi-finales | Demi-finales | Demi-finales | Demi-finales | Demi-finales |  |  | Finale | Finale | Finale | Finale | Finale |
|  |                  |                          |                  |                  |                  |  |  |              |              |              |              |              |  |  |        |        |        |        |        |
|  | E1               | Partizan NIS Belgrade    |                  |                  |                  |  |  |              |              |              |              |              |  |  |        |        |        |        |        |
|  | G2               | UNICS Kazan              |                  |                  |                  |  |  |              |              |              |              |              |  |  |        |        |        |        |        |
|  | G2               | UNICS Kazan              |                  |                  |                  |  |  |              |              |              |              |              |  |  |        |        |        |        |        |
|  |                  |                          |                  |                  |                  |  |  |              |              |              |              |              |  |  |        |        |        |        |        |
|  |                  |                          |                  |                  |                  |  |  |              |              |              |              |              |  |  |        |        |        |        |        |
|  | F1               | Promithéas Patras        |                  |                  |                  |  |  |              |              |              |              |              |  |  |        |        |        |        |        |
|  | F1               | Promithéas Patras        |                  |                  |                  |  |  |              |              |              |              |              |  |  |        |        |        |        |        |
|  | H2               | Tofaş Bursa              |                  |                  |                  |  |  |              |              |              |              |              |  |  |        |        |        |        |        |
|  |                  |                          |                  |                  |                  |  |  |              |              |              |              |              |  |  |        |        |        |        |        |
|  |                  |                          |                  |                  |                  |  |  |              |              |              |              |              |  |  |        |        |        |        |        |
|  | G1               | AS Monaco                |                  |                  |                  |  |  |              |              |              |              |              |  |  |        |        |        |        |        |
|  | E2               | Segafredo Virtus Bologna |                  |                  |                  |  |  |              |              |              |              |              |  |  |        |        |        |        |        |
|  | E2               | Segafredo Virtus Bologna |                  |                  |                  |  |  |              |              |              |              |              |  |  |        |        |        |        |        |
|  |                  |                          |                  |                  |                  |  |  |              |              |              |              |              |  |  |        |        |        |        |        |
|  |                  |                          |                  |                  |                  |  |  |              |              |              |              |              |  |  |        |        |        |        |        |
|  | H1               | Unicaja Málaga           |                  |                  |                  |  |  |              |              |              |              |              |  |  |        |        |        |        |        |
|  | H1               | Unicaja Málaga           |                  |                  |                  |  |  |              |              |              |              |              |  |  |        |        |        |        |        |
|  | F2               | Umana Reyer Venezia      |                  |                  |                  |  |  |              |              |              |              |              |  |  |        |        |        |        |        |

### Quarts de finale
| 17 mars 2020 |  | Partizan NIS Belgrade | vs. |  |  | Hala Aleksandar Nikolić, Belgrade |

| 20 mars 2020 |  |  | vs. | Partizan NIS Belgrade |  |  |

| 25 mars 2020 (si nécessaire) |  | Partizan NIS Belgrade | vs. |  |  | Hala Aleksandar Nikolić, Belgrade |

| 17 mars 2020 |  | Promithéas Patras | vs. | Tofaş Bursa |  |  |

| 20 mars 2020 |  | Tofaş Bursa | vs. | Promithéas Patras |  | Tofaş Spor Salonu, Bursa |

| 25 mars 2020 (si nécessaire) |  | Promithéas Patras | vs. | Tofaş Bursa |  |  |

| 17 mars 2020 |  |  | vs. |  |  |  |

| 20 mars 2020 |  |  | vs. |  |  |  |

| 25 mars 2020 (si nécessaire) |  |  | vs. |  |  |  |

| 17 mars 2020 |  | Unicaja Málaga | vs. | Umana Reyer Venezia |  | Palacio de Deportes José María Martín Carpena, Malaga |

| 20 mars 2020 |  | Umana Reyer Venezia | vs. | Unicaja Málaga |  |  |

| 25 mars 2020 (si nécessaire) |  | Unicaja Málaga | vs. | Umana Reyer Venezia |  | Palacio de Deportes José María Martín Carpena, Malaga |

### Demi-finales
| 31 mars 2020 |  |  | vs. |  |  |  |

| 3 avril 2020 |  |  | vs. |  |  |  |

| 8 avril 2020 (si nécessaire) |  |  | vs. |  |  |  |

| 31 mars 2020 |  |  | vs. |  |  |  |

| 3 avril 2020 |  |  | vs. |  |  |  |

| 8 avril 2020 (si nécessaire) |  |  | vs. |  |  |  |

### Finale
| 21 avril 2020 |  |  | vs. |  |  |  |

| 24 avril 2020 |  |  | vs. |  |  |  |

| 27 avril 2020 (si nécessaire) |  |  | vs. |  |  |  |

## Récompenses

### Récompenses de la saison
- MVP de la saison régulière[4] :  Miloš Teodosić ( Segafredo Virtus Bologna)
- MVP du Top16[5] :  Devin Williams ( Tofaş Bursa)

### Trophées hebdomadaires
| Journée | Joueur                   | Équipe                         | Évaluation |
| ------- | ------------------------ | ------------------------------ | ---------- |
| 1       | Chris Babb (1/1)         | Promithéas Patras (1/2)        | 29         |
| 1       | Kenny Chery (1/1)        | Nanterre 92 (1/1)              | 29         |
| 1       | Greg Whittington (1/1)   | Galatasaray SK (1/1)           | 29         |
| 2       | Rade Zagorac (1/1)       | Partizan NIS Belgrade (1/2)    | 35         |
| 3       | Alex Hamilton (1/1)      | Maccabi Rishon LeZion (1/2)    | 38         |
| 4       | Errick McCollum (1/1)    | UNICS Kazan (1/1)              | 41         |
| 5       | Zoran Dragić (1/1)       | Ratiopharm Ulm (1/2)           | 30         |
| 5       | Derek Willis (1/1)       | Ratiopharm Ulm (2/2)           | 30         |
| 6       | Mitchell Watt (1/1)      | Umana Reyer Venezia (1/2)      | 37         |
| 7       | Hassan Martin (1/1)      | Budućnost VOLI Podgorica (1/1) | 29         |
| 7       | Sammy Mejia (1/1)        | Tofaş Bursa (1/2)              | 29         |
| 8       | Michael Bramos (1/1)     | Umana Reyer Venezia (2/2)      | 28         |
| 8       | Tyler Larson (1/1)       | EWE Baskets Oldenbourg (1/2)   | 28         |
| 9       | Alessandro Gentile (1/1) | Dolomiti Energia Trento (1/1)  | 39         |
| 10      | James Kelly (1/1)        | Maccabi Rishon LeZion (2/2)    | 40         |

| Journée | Joueur                      | Équipe                       | Évaluation |
| ------- | --------------------------- | ---------------------------- | ---------- |
| 1       | Rašid Mahalbašić (1/1)      | EWE Baskets Oldenbourg (2/2) | 38         |
| 2       | Deon Thompson (1/1)         | Unicaja Málaga (1/1)         | 27         |
| 3       | Klemen Prepelič (1/1)       | Joventut Badalona (1/1)      | 45         |
| 4       | Loukás Mavrokefalídis (1/1) | Promithéas Patras (2/2)      | 37         |
| 5       | Corey Walden (1/1)          | Partizan NIS Belgrade (2/2)  | 33         |
| 6       | Devin Williams (1/1)        | Tofaş Bursa (2/2)            | 32         |

| Journée               | Joueur | Équipe | Évaluation |
| --------------------- | ------ | ------ | ---------- |
| 1/4 de finale Match 1 |        |        |            |
| 1/4 de finale Match 2 |        |        |            |
| 1/4 de finale Match 3 |        |        |            |
| 1/2 finale Match 1    |        |        |            |
| 1/2 finale Match 2    |        |        |            |
| 1/2 de finale Match 3 |        |        |            |
| Finale Match 1        |        |        |            |
| Finale Match 2        |        |        |            |
| Finale Match 3        |        |        |            |